# Wu Chao (sztangista)
Wu Chao (chiń. 伍超; ur. 19 stycznia 1992) – chiński sztangista, brązowy medalista mistrzostw świata.

## Kariera
Startuje w wadze lekkiej (do 69 kg). Pierwszy sukces w karierze osiągnął w 2011 roku, kiedy zdobył brązowy medal podczas mistrzostw świata w Paryżu. W zawodach tych wyprzedzili go jedynie jego rodak Tang Deshang i Rosjanin Oleg Czen. Na rozgrywanych rok później mistrzostwach świata juniorów w Antigui zdobył złoty medal w tej samej kategorii wagowej. Nie startował na igrzyskach olimpijskich.

## Osiągnięcia
| Rok  | Zawody             | Miasto | Miejsce | Kategoria | Wynik  |
| ---- | ------------------ | ------ | ------- | --------- | ------ |
| 2011 | Mistrzostwa świata | Paryż  | 3       | do 69 kg  | 335 kg |